# Rand (Lincolnshire)
Pour les articles homonymes, voir Rand.
Rand est une paroisse civile et un village du Lincolnshire, en Angleterre.